# Бранко Йовичич
Бранко Йовичич (серб. Branko Jovičić / Бранко Јовичић, нар. 18 березня 1993, Рашка) — сербський футболіст, півзахисник клубу «Црвена Звезда» та національної збірної Сербії.

## Клубна кар'єра
Народився 18 березня 1993 року в місті Рашка. Вихованець футбольної школи клубу «Борац» (Чачак). Дорослу футбольну кар'єру розпочав 2012 року в основній команді того ж клубу, в якій провів два сезони, взявши участь у 47 матчах другого за рівнем дивізіону Сербії. При цьому у сезоні 2013/14 Йовичич був наймолодшим капітаном в історії чачацького клубу і допоміг йому зайняти друге місце та вийти в Суперлігу.
У серпні 2014 року Йовичич перейшов у російський «Амкар» і відіграв за пермську команду наступні три сезони своєї ігрової кар'єри, взявши участь у 58 матчах Прем'єр-ліги, після цього повернувся на батьківщину і 8 липня 2017 року підписав трирічний контракт з «Црвеною Звездою», у складі якої в першому ж сезоні виграв чемпіонат Сербії. Станом на 5 грудня 2018 року відіграв за белградську команду 27 матчів в національному чемпіонаті.

## Виступи за збірну
11 жовтня 2018 року дебютував в офіційних іграх у складі національної збірної Сербії в матчі Ліги націй УЄФА 2018/19 (Ліга C) проти Чорногорії (2:0).
| Дата       | Місто     | Господарі  | Результат | Гості  | Турнір                               | Голи | Примітки |
| ---------- | --------- | ---------- | --------- | ------ | ------------------------------------ | ---- | -------- |
| 11-10-2018 | Подгориця | Чорногорія | 0 – 2     | Сербія | Ліга націй УЄФА 2018-2019 - 1-й етап | -    | 72'      |
| Усього     |           | Матчів     | 1         |        | Голів                                | 0    |          |

## Досягнення
- Чемпіон Сербії (3):

Црвена Звезда: 2017-18, 2018-19, 2019-20